# Château de Bullachberg
Le château de Bullachberg est un château situé dans la région préalpine de l'Allgäu en Bavière, ancienne propriété du groupe automobile Porsche AG.
Le 1er octobre 2011, la direction du groupe Porsche annonce dans le Frankfurter Allgemeine Zeitung que l'entreprise s'en sépare après l'avoir acquis en 2006 pour 6 millions d'euros. Le constructeur automobile avait acquis cette propriété, située près du célèbre château de Neuschwanstein (qui fut la propriété du roi Louis II de Bavière), alors que le groupe était dirigé par Wendelin Wiedeking. Ce dernier envisageait d'en faire un hôtel de luxe. En 2024, les nouveaux propriétaires, l'industriel brassicole allemand Luitpold Prinz von Bayern et son épouse, s'y installent.